# Pauli-Matrizen
Die Pauli-Matrizen {\displaystyle \sigma _{x},\sigma _{y},\sigma _{z}} (nach Wolfgang Pauli) sind spezielle komplexe hermitesche 2×2-Matrizen. Zusammen mit der 2×2-Einheitsmatrix, die in diesem Zusammenhang mit {\displaystyle \sigma _{0}} bezeichnet wird, bilden sie
- sowohl eine Basis des 4-dimensionalen reellen Vektorraums aller komplexen hermiteschen 2×2-Matrizen
- als auch eine Basis des 4-dimensionalen komplexen Vektorraums aller komplexen 2×2-Matrizen.

Sie wurden von Wolfgang Pauli 1927 zur Beschreibung des Spins eingeführt, waren in der Mathematik aber auch schon vorher bekannt.

## Definition
Die Pauli-Matrizen lauten ursprünglich:
{\displaystyle \sigma _{x}=\sigma _{1}={\begin{pmatrix}0&1\\1&0\end{pmatrix}},\quad \sigma _{y}=\sigma _{2}={\begin{pmatrix}0&-\mathrm {i} \\\mathrm {i} &0\end{pmatrix}},\quad \sigma _{z}=\sigma _{3}={\begin{pmatrix}1&0\\0&-1\end{pmatrix}}.}
Hierbei bezeichnet {\displaystyle \mathrm {i} } die imaginäre Einheit.
Diese Matrizen wurden ursprünglich in der Quantenmechanik eingeführt, um die grundlegenden Kommutationsregeln der Komponenten des Spin-Operators zu erfüllen (siehe unten).
Häufig wird, besonders in der relativistischen Quantenmechanik, noch die Einheitsmatrix als nullte Pauli-Matrix dazugenommen:
{\displaystyle \sigma _{0}={\begin{pmatrix}1&0\\0&1\end{pmatrix}}.}

## Multiplikation
Für die Multiplikation einer Pauli-Matrix mit einer anderen Pauli-Matrix ergibt sich aus den Rechenregeln der Matrixmultiplikation folgende Tafel:
| {\displaystyle \cdot }      | {\displaystyle \sigma _{0}} | {\displaystyle \sigma _{1}}                | {\displaystyle \sigma _{2}}                | {\displaystyle \sigma _{3}}                |
| --------------------------- | --------------------------- | ------------------------------------------ | ------------------------------------------ | ------------------------------------------ |
| {\displaystyle \sigma _{0}} | {\displaystyle \sigma _{0}} | {\displaystyle \sigma _{1}}                | {\displaystyle \sigma _{2}}                | {\displaystyle \sigma _{3}}                |
| {\displaystyle \sigma _{1}} | {\displaystyle \sigma _{1}} | {\displaystyle \sigma _{0}}                | {\displaystyle \mathrm {i} \,\sigma _{3}}  | {\displaystyle -\mathrm {i} \,\sigma _{2}} |
| {\displaystyle \sigma _{2}} | {\displaystyle \sigma _{2}} | {\displaystyle -\mathrm {i} \,\sigma _{3}} | {\displaystyle \sigma _{0}}                | {\displaystyle \mathrm {i} \,\sigma _{1}}  |
| {\displaystyle \sigma _{3}} | {\displaystyle \sigma _{3}} | {\displaystyle \mathrm {i} \,\sigma _{2}}  | {\displaystyle -\mathrm {i} \,\sigma _{1}} | {\displaystyle \sigma _{0}}                |

Das Produkt {\displaystyle \sigma _{i}\cdot \sigma _{j}} befindet sich in der mit {\displaystyle \sigma _{i}} gekennzeichneten Zeile und der mit {\displaystyle \sigma _{j}} gekennzeichneten Spalte. Das Beispiel {\displaystyle \sigma _{2}\cdot \sigma _{1}=-\mathrm {i} \,\sigma _{3}} zeigt, dass die Pauli-Matrizen mit der Matrixmultiplikation als Verknüpfung keine Gruppe bilden.
Die von ihnen erzeugte Gruppe hat den Namen {\displaystyle G_{16}^{13}}. Sie enthält das Element {\displaystyle \sigma _{1}\cdot \sigma _{2}\cdot \sigma _{3}=\mathrm {i} \,\sigma _{0}=\left({\begin{smallmatrix}\mathrm {i} &0\\0&\mathrm {i} \end{smallmatrix}}\right)}, welches im Zentrum liegt, also mit allen Elementen kommutiert. Die Gruppe {\displaystyle G_{16}^{13}} besteht somit aus den 16 Elementen {\displaystyle \mathrm {i} ^{j}\,\sigma _{k}\;\;(j,k=0,1,2,3).} Sie enthält die Quaternionengruppe Q8 als Normalteiler (siehe Die Quaternionen als Unterring von C4 und Liste kleiner Gruppen), woraus sich {\displaystyle G_{16}^{13}\cong Q_{8}\rtimes \{\sigma _{0},\sigma _{1}\}} ergibt. Der Zykel-Graph ist . Die acht Matrizen der Quaternionengruppe Q8 bilden eine irreduzible Darstellung (vgl. Quaternionengruppe, dort Charaktertafel); die darin enthaltenen Matrizen {\displaystyle \mathrm {i} \,\sigma _{j}} und damit auch die Pauli-Matrizen selbst sind deshalb durch obige Multiplikationstafel bis auf Ähnlichkeitstransformation eindeutig bestimmt.

## Dekomposition von Matrizen
Gegeben sei eine komplexe 2×2-Matrix {\displaystyle \mathbf {A} } mit Einträgen {\displaystyle a_{ij},i,j=0,1}. Dann lassen sich vier komplexe Zahlen {\displaystyle z_{i},i=0,\ldots ,3} finden, für die gilt
| {\displaystyle \mathbf {A} } | {\displaystyle ={\begin{pmatrix}a_{00}&a_{01}\\a_{10}&a_{11}\end{pmatrix}}={\begin{pmatrix}z_{0}+z_{3}&z_{1}-\mathrm {i} \,z_{2}\\z_{1}+\mathrm {i} \,z_{2}&z_{0}-z_{3}\\\end{pmatrix}}} | {\displaystyle ={\begin{pmatrix}a_{00}&a_{01}\\a_{10}&a_{11}\end{pmatrix}}={\begin{pmatrix}z_{0}+z_{3}&z_{1}-\mathrm {i} \,z_{2}\\z_{1}+\mathrm {i} \,z_{2}&z_{0}-z_{3}\\\end{pmatrix}}} | {\displaystyle ={\begin{pmatrix}a_{00}&a_{01}\\a_{10}&a_{11}\end{pmatrix}}={\begin{pmatrix}z_{0}+z_{3}&z_{1}-\mathrm {i} \,z_{2}\\z_{1}+\mathrm {i} \,z_{2}&z_{0}-z_{3}\\\end{pmatrix}}} | {\displaystyle ={\begin{pmatrix}a_{00}&a_{01}\\a_{10}&a_{11}\end{pmatrix}}={\begin{pmatrix}z_{0}+z_{3}&z_{1}-\mathrm {i} \,z_{2}\\z_{1}+\mathrm {i} \,z_{2}&z_{0}-z_{3}\\\end{pmatrix}}} |
|                              | {\displaystyle =z_{0}\,{\begin{pmatrix}1&0\\0&1\end{pmatrix}}} | {\displaystyle +\,z_{1}\,{\begin{pmatrix}0&1\\1&0\end{pmatrix}}} | {\displaystyle +\,z_{2}\,{\begin{pmatrix}0&-\mathrm {i} \\\mathrm {i} &0\end{pmatrix}}}                                                                                                  | {\displaystyle +\,z_{3}\,{\begin{pmatrix}1&0\\0&-1\end{pmatrix}}} |
|                              | {\displaystyle =z_{0}\;\;\sigma _{0}} | {\displaystyle +\,z_{1}\;\;\sigma _{1}} | {\displaystyle +\,z_{2}\;\;\sigma _{2}} | {\displaystyle +\,z_{3}\;\;\sigma _{3}\;.} |

Es ist
{\displaystyle \det \mathbf {A} =a_{00}a_{11}-a_{01}a_{10}=z_{0}^{2}-z_{1}^{2}-z_{2}^{2}-z_{3}^{2}}.
Für {\displaystyle z_{0}^{2}-z_{1}^{2}-z_{2}^{2}-z_{3}^{2}\neq 0} ist die inverse Matrix {\displaystyle \mathbf {A} ^{-1}} gegeben durch
{\displaystyle \mathbf {A} ^{-1}={\frac {z_{0}\,\sigma _{0}-z_{1}\,\sigma _{1}-z_{2}\,\sigma _{2}-z_{3}\,\sigma _{3}}{z_{0}^{2}-z_{1}^{2}-z_{2}^{2}-z_{3}^{2}}}.}
Es gilt die Umrechnung
{\displaystyle z_{0}={\frac {a_{00}+a_{11}}{2}},\quad z_{1}={\frac {a_{01}+a_{10}}{2}},\quad z_{2}=\mathrm {i} {\frac {a_{01}-a_{10}}{2}},\quad z_{3}={\frac {a_{00}-a_{11}}{2}}.}
Eine komplexe 2×2-Matrix kann demnach auf eindeutige Weise als Linearkombination der {\displaystyle \sigma _{i}} geschrieben werden. Die Pauli-Matrizen bilden somit eine Basis des {\displaystyle \mathbb {C} }-Vektorraums (und Matrizenrings) {\displaystyle \mathbb {C} ^{2\times 2}}. Bezüglich des Frobenius-Skalarprodukts ist diese Basis ein Orthogonalsystem.
Die genannte Umrechnung definiert einen Ringisomorphismus
{\displaystyle \mathbb {C} ^{2\times 2}\to \mathbb {C} ^{4}}
mit der üblichen Vektoraddition, der üblichen {\displaystyle \mathbb {C} }-Skalarmultiplikation und der Vektor-Multiplikation
| {\displaystyle (x_{0},x_{1},x_{2},x_{3})\star (y_{0},y_{1},y_{2},y_{3}):=(} | {\displaystyle x_{0}y_{0}+\,x_{1}y_{1}+\,x_{2}y_{2}+\,x_{3}y_{3},}                       |
|                                                                             | {\displaystyle x_{0}y_{1}+\,x_{1}y_{0}+\mathrm {i} x_{2}y_{3}-\mathrm {i} x_{3}y_{2},}   |
|                                                                             | {\displaystyle x_{0}y_{2}-\mathrm {i} x_{1}y_{3}+\,x_{2}y_{0}+\mathrm {i} x_{3}y_{1},}   |
|                                                                             | {\displaystyle x_{0}y_{3}+\mathrm {i} x_{1}y_{2}-\mathrm {i} x_{2}y_{1}+\,x_{3}y_{0}\,)} |

in {\displaystyle \mathbb {C} ^{4}}. (Diese Vektor-Multiplikation entspricht der Multiplikation von Quaternionen.)
Es gilt {\displaystyle (x_{0},x_{1},x_{2},x_{3})\star (y_{0},y_{1},y_{2},y_{3})=(y_{0},y_{1},y_{2},y_{3})\star (x_{0},x_{1},x_{2},x_{3})} genau dann, wenn
{\displaystyle {\begin{aligned}&x_{2}y_{3}-x_{3}y_{2}={\begin{vmatrix}x_{2}&x_{3}\\y_{2}&y_{3}\end{vmatrix}}=0,\\&x_{3}y_{1}-x_{1}y_{3}={\begin{vmatrix}x_{3}&x_{1}\\y_{3}&y_{1}\end{vmatrix}}=0,\\&x_{1}y_{2}-x_{2}y_{1}={\begin{vmatrix}x_{1}&x_{2}\\y_{1}&y_{2}\end{vmatrix}}=0,\end{aligned}}}
wenn also die beiden als {\displaystyle \mathbb {C} ^{3}}-Vektoren angesehenen Tripel {\displaystyle (x_{1},x_{2},x_{3})} und {\displaystyle (y_{1},y_{2},y_{3})} zueinander proportional sind.

### Hermitesche 2×2-Matrizen
Die Teilmenge der hermiteschen 2×2-Matrizen, also der Matrizen {\displaystyle \mathbf {A} } mit
{\displaystyle \mathbf {A} ={\overline {\mathbf {A} }}^{\mathrm {T} },}
ist ein {\displaystyle \mathbb {R} }-Untervektorraum, für den die Pauli-Matrizen ebenfalls eine Basis bilden, die Koeffizienten {\displaystyle z_{i}} sind aber reell. Anders gesagt: es gibt bei hermiteschen 2×2-Matrizen vier (reelle) freie Parameter, da {\displaystyle a_{00}} und {\displaystyle a_{11}} reell sind und {\displaystyle a_{01}={\overline {a_{10}}}}.
Das Produkt zweier hermitescher Matrizen ist nur hermitesch, wenn sie kommutieren. Der Untervektorraum ist also kein (Unter)ring.

### Die Quaternionen als Unterring von C4
Ein (Unter)ring ist aber ein anderer Untervektorraum von {\displaystyle \mathbb {C} ^{4}}, der sich durch Koeffizienten {\displaystyle z_{0}\in \mathbb {R} ,} {\displaystyle z_{1}\in \mathrm {i} \mathbb {R} ,} {\displaystyle z_{2}\in \mathrm {i} \mathbb {R} ,} {\displaystyle z_{3}\in \mathrm {i} \mathbb {R} } von {\displaystyle (\sigma _{0},\sigma _{1},\sigma _{2},\sigma _{3})} aufspannen lässt. Er ist ebenfalls mit der {\displaystyle \mathbb {R} }-Skalarmultiplikation verträglich und zusätzlich hinsichtlich der Multiplikation {\displaystyle \star } abgeschlossen. Dieser {\displaystyle \mathbb {R} }-Untervektorraum ist isomorph zu den Quaternionen {\displaystyle \mathbb {H} }.
Als Basis für reelle Koeffizienten kann man die mit der imaginären Einheit multiplizierten Pauli-Matrizen zusammen mit der Einheitsmatrix nehmen, also die Menge {\displaystyle \{\sigma _{0},\mathrm {i} \sigma _{1},\mathrm {i} \sigma _{2},\mathrm {i} \sigma _{3}\}}, mit der isomorphen Zuordnung:
{\displaystyle 1\mapsto \sigma _{0},\quad i_{\mathbb {H} }\mapsto -\mathrm {i} \sigma _{1},\quad j_{\mathbb {H} }\mapsto -\mathrm {i} \sigma _{2},\quad k_{\mathbb {H} }\mapsto -\mathrm {i} \sigma _{3},}
mit {\displaystyle i_{\mathbb {H} },j_{\mathbb {H} },k_{\mathbb {H} }} als den bekannten Einheitsquaternionen. Vor diese Zuordnung lässt sich jeder der 24 Automorphismen der Quaternionengruppe Q8 schalten. So kann auch ein Isomorphismus „in umgekehrter Ordnung“ gebaut werden:
{\displaystyle 1\mapsto \sigma _{0},\quad i_{\mathbb {H} }\mapsto +\mathrm {i} \sigma _{3},\quad j_{\mathbb {H} }\mapsto +\mathrm {i} \sigma _{2},\quad k_{\mathbb {H} }\mapsto +\mathrm {i} \sigma _{1}.}

## Anwendung
In der Quantenphysik, in der den physikalischen Observablen auf mathematischer Seite hermitesche Operatoren bzw. Matrizen entsprechen, wird der Drehimpulsoperator {\displaystyle {\hat {S}}_{i},\ i\in \{1,2,3\}} von Spin-½-Zuständen, beispielsweise bei Elektronen, durch die Paulimatrizen dargestellt:
{\displaystyle {\hat {S}}_{i}\doteq {\tfrac {\hbar }{2}}\sigma _{i}},
wobei {\displaystyle \doteq } „wird dargestellt durch“ bedeutet.
In der relativistischen Quantenmechanik, wo man entsprechend dem relativistischen Vierervektor-Formalismus vier Raum-Zeit- bzw. Energie-Impuls-Variablen hat, tritt die Einheitsmatrix gleichberechtigt zu den drei Pauli-Matrizen (als „nullte“ Pauli-Matrix), und mit ihrer Hilfe wird die Dirac-Gleichung mit den Dirac-Matrizen aufgebaut.
Direkt tauchen die Pauli-Matrizen auf:
- in der Pauli-Gleichung zur quantenmechanischen Beschreibung von Teilchen mit Spin im Magnetfeld, die sich aus der nichtrelativistischen Reduktion der Diracgleichung ergibt, und
- in der Beschreibung von Majorana-Fermionen (Majorana-Gleichung).

## Darstellung und Eigenvektoren
Die Pauli-Matrizen können neben der Darstellung als Matrizen mit Hilfe der Dirac-Notation dargestellt werden: Dabei können für die Linearkombination entweder die Standard-Basisvektoren oder die Eigenvektoren der Pauli-Matrizen verwendet werden.
| Pauli-Matrix                            | Matrix                                                                        | Linearkombination (Standard-Basisvektoren)                                             | Linearkombination (Eigenvektoren)                                                             |
| --------------------------------------- | ----------------------------------------------------------------------------- | -------------------------------------------------------------------------------------- | --------------------------------------------------------------------------------------------- |
| {\displaystyle \sigma _{1}=\sigma _{x}} | {\displaystyle {\begin{pmatrix}0&1\\1&0\end{pmatrix}}}                        | {\displaystyle \|0\rangle \langle 1\|+\|1\rangle \langle 0\|}                          | {\displaystyle \|+\rangle \langle +\|\,-\,\|-\rangle \langle -\|}                             |
| {\displaystyle \sigma _{2}=\sigma _{y}} | {\displaystyle {\begin{pmatrix}0&-\mathrm {i} \\\mathrm {i} &0\end{pmatrix}}} | {\displaystyle \mathrm {i} \left(\|1\rangle \langle 0\|-\|0\rangle \langle 1\|\right)} | {\displaystyle \|\phi ^{+}\rangle \langle \phi ^{+}\|-\|\phi ^{-}\rangle \langle \phi ^{-}\|} |
| {\displaystyle \sigma _{3}=\sigma _{z}} | {\displaystyle {\begin{pmatrix}1&0\\0&-1\end{pmatrix}}}                       | {\displaystyle \|0\rangle \langle 0\|-\|1\rangle \langle 1\|}                          | {\displaystyle \|0\rangle \langle 0\|-\|1\rangle \langle 1\|}                                 |

Die verwendeten Vektoren sind wie folgt definiert, wobei die verwendeten Kets durch Vektoren des {\displaystyle \mathbb {C} ^{2}} dargestellt werden, was durch „{\displaystyle \doteq }“ gekennzeichnet ist:
| {\displaystyle \|0\rangle =\|s_{z}=+1\rangle }         | {\displaystyle \doteq {\begin{pmatrix}1\\0\end{pmatrix}}}                                  | {\displaystyle \|1\rangle =\|s_{z}=-1\rangle }         | {\displaystyle \doteq {\begin{pmatrix}0\\1\end{pmatrix}}}                                    |
| {\displaystyle \|+\rangle =\|s_{x}=+1\rangle }         | {\displaystyle \doteq {\frac {1}{\sqrt {2}}}{\begin{pmatrix}1\\1\end{pmatrix}}}            | {\displaystyle \|-\rangle =\|s_{x}=-1\rangle }         | {\displaystyle \doteq {\frac {1}{\sqrt {2}}}{\begin{pmatrix}1\\-1\end{pmatrix}}}             |
| {\displaystyle \|\phi ^{+}\rangle =\|s_{y}=+1\rangle } | {\displaystyle \doteq {\frac {1}{\sqrt {2}}}{\begin{pmatrix}1\\\mathrm {i} \end{pmatrix}}} | {\displaystyle \|\phi ^{-}\rangle =\|s_{y}=-1\rangle } | {\displaystyle \doteq {\frac {1}{\sqrt {2}}}{\begin{pmatrix}1\\-\mathrm {i} \end{pmatrix}}.} |

## Eigenschaften
Die Pauli-Matrizen sind hermitesch und unitär. Daraus folgt mit dem durch {\displaystyle \sigma _{0}:={\begin{pmatrix}1&0\\0&1\end{pmatrix}}} definierten vierten Basiselement
{\displaystyle \sigma _{1}^{2}=\sigma _{2}^{2}=\sigma _{3}^{2}=\sigma _{0}^{2}=\sigma _{0}.}
Die Determinanten und Spuren der Pauli-Matrizen sind
{\displaystyle {\begin{matrix}\det \sigma _{i}&=&-1&\\[1ex]\operatorname {tr} \sigma _{i}&=&0&\end{matrix}}}   für {\displaystyle i=1,2,3.}
Aus Obigem folgt, dass jede Pauli-Matrix {\displaystyle \mathbf {\sigma } _{i}} die Eigenwerte +1 und −1 besitzt.
Des Weiteren:
{\displaystyle \sigma _{1}\,\sigma _{2}\,\sigma _{3}=\mathrm {i} \,\sigma _{0}.}
Die Pauli-Matrizen erfüllen die algebraische Relation
{\displaystyle \sigma _{i}\,\sigma _{j}=\delta _{ij}\sigma _{0}+\mathrm {i} \,\sum _{k=1}^{3}\epsilon _{ijk}\;\sigma _{k}}   für {\displaystyle i,j=1,2,3\,}
({\displaystyle \epsilon _{ijk}} ist das Levi-Civita-Symbol), also insbesondere bis auf einen Faktor 2 dieselben Relationen wie die Drehimpulsalgebra
{\displaystyle [\sigma _{i}\,,\sigma _{j}]=\sigma _{i}\,\sigma _{j}-\sigma _{j}\,\sigma _{i}=2\,\mathrm {i} \,\sum _{k=1}^{3}\epsilon _{ijk}\;\sigma _{k}}   für {\displaystyle i,j=1,2,3.}
und die Clifford- oder Dirac-Algebra {\displaystyle \mathrm {Cl} (3,0,\mathbb {R} )}
{\displaystyle \{\sigma _{i}\,,\sigma _{j}\}=\sigma _{i}\,\sigma _{j}+\sigma _{j}\,\sigma _{i}=2\,\delta _{ij}\sigma _{0}}   für {\displaystyle i,j=1,2,3.}
Die Pauli-Matrizen gehören zum Spezialfall {\displaystyle l=1/2} von Drehimpulsoperatoren, die auf Basisvektoren {\displaystyle \Lambda _{m}} eines Drehimpuls-{\displaystyle l}-Multipletts mit Quantenzahlen {\displaystyle m} in Maßsystemen mit {\displaystyle \hbar =1} folgendermaßen wirken:
{\displaystyle L_{3}\Lambda _{m}=m\Lambda _{m}\,,\ m\in \{-l,-l+1,\dots ,l\}\,,}
{\displaystyle L_{+}\Lambda _{m}={\sqrt {(l-m)(l+m+1)}}\,\Lambda _{m+1}\,,}
{\displaystyle L_{-}\Lambda _{m}={\sqrt {(l+m)(l-m+1)}}\,\Lambda _{m-1}\,.}
Dabei ist {\displaystyle 2l+1} eine natürliche Zahl und für {\displaystyle m} treten die {\displaystyle 2l+1} verschiedenen Quantenzahlen {\displaystyle m=-l,-l+1,\dots ,l} auf.
Für {\displaystyle l=1/2} wirken die Drehimpulsoperatoren auf die Komponenten von Linearkombinationen der beiden Basisvektoren {\displaystyle \Lambda _{1/2}}
und {\displaystyle \Lambda _{-1/2}} demnach durch Multiplikation mit den folgenden Matrizen
{\displaystyle L_{3}={\frac {1}{2}}{\begin{pmatrix}1&0\\0&-1\end{pmatrix}}\,,L_{+}={\begin{pmatrix}0&1\\0&0\end{pmatrix}}\,,L_{-}={\begin{pmatrix}0&0\\1&0\end{pmatrix}}\,.}
Mit {\displaystyle L_{1}={\frac {1}{2}}(L_{+}+L_{-})} und {\displaystyle L_{2}={\frac {1}{2\mathrm {i} }}(L_{+}-L_{-})}
ergibt sich dann, dass die Drehimpulsoperatoren auf die Komponenten von Spin-1/2-Zuständen durch Multiplikation mit den halben Pauli-Matrizen wirken.

## Zugeordnete Drehgruppe, Zusammenhang mit Spin-1/2-Systemen
Die lineare Hülle der mit {\displaystyle \mathrm {i} } multiplizierten Pauli-Matrizen {\displaystyle \mathrm {i} \,\sigma _{1},\,\mathrm {i} \,\sigma _{2},\,\mathrm {i} \,\sigma _{3}} ist mit der üblichen Matrizenmultiplikation eine Lie-Algebra. Aufgrund der mit {\displaystyle {\vec {n}}\cdot {\vec {\sigma }}\,=n_{1}\sigma _{1}+n_{2}\sigma _{2}+n_{3}\sigma _{3}} für jeden Einheitsvektor {\displaystyle {\vec {n}}\in \mathbb {R} ^{3}} geltenden Identität
{\displaystyle \exp \left(-\mathrm {i} \,{\tfrac {\alpha }{2}}{\vec {n}}\cdot {\vec {\sigma }}\right)=\sigma _{0}\,\cos {\tfrac {\alpha }{2}}-\mathrm {i} \,({\vec {n}}\cdot {\vec {\sigma }})\,\sin {\tfrac {\alpha }{2}}}
sind diese drei Matrizen die Generatoren der komplexen Drehgruppe {\displaystyle SU(2)}.
Der Faktor 1/2 in der obigen Gleichung ist zwar mathematisch verzichtbar. Die Gleichung wird jedoch in der physikalischen Anwendung häufig in genau dieser Form benötigt. Denn wie in der Einleitung erwähnt, stellen in der Quantenphysik die Matrizen {\displaystyle S_{i}={\tfrac {\hbar }{2}}\sigma _{i}} die Operatoren für die Spinkomponenten eines Spin-1/2-Systems (beispielsweise eines Elektrons) dar. Andererseits beschreibt die durch den Exponentialausdruck gegebene Matrix die Veränderung des Spinzustands bei einer räumlichen Drehung. {\displaystyle \alpha } ist dabei der Drehwinkel, {\displaystyle {\vec {n}}} die Drehachse. Für {\displaystyle \alpha =2\pi } ergibt sich {\displaystyle \exp {\bigl (}\!\!-\mathrm {i} \,\pi \;{\vec {n}}\cdot {\vec {\sigma }}{\bigr )}=-\sigma _{0}}, d. h., der Zustandsvektor eines Spin-1/2-Systems wird durch Drehung um den Winkel {\displaystyle 2\pi } in sein Negatives und erst durch Drehung um den Winkel {\displaystyle 4\pi } wieder in sich selbst übergeführt („Spinordrehungen“).

## Kronecker-Produkt von Pauli-Matrizen
In der Mathematik können mit Hilfe des Tensorprodukts (Kronecker-Produkts) von Pauli-Matrizen (mit Einheitsmatrix) die Darstellungen der höheren Clifford-Algebren über den reellen Zahlen aufgebaut werden.
Pauli-Matrizen können zur Darstellung von Hamilton-Operatoren und zur Näherung der Exponentialfunktion solcher Operatoren verwendet werden.
Sind {\displaystyle \sigma _{0},\sigma _{1},\sigma _{2},\sigma _{3}} die vier Pauli-Matrizen, so kann man mit Hilfe des Kronecker-Produkt höherdimensionale Matrizen erzeugen.
{\displaystyle p:=\sigma _{\mu _{1}}\otimes \sigma _{\mu _{2}}\otimes ...\otimes \sigma _{\mu _{n}}\quad ;\quad \mu _{1},\mu _{2},...,\mu _{n}\in \{0,1,2,3\}\quad ;\quad n\in \mathbb {N} }

Eigenschaften der Pauli-Matrizen vererben sich auf diese Matrizen.
Sind {\displaystyle p_{1}} und {\displaystyle p_{2}} zwei Kronecker Produkte von Pauli-Matrizen, so gilt:
- {\displaystyle p_{1}} und {\displaystyle p_{2}} sind {\displaystyle 2^{n}\times 2^{n}} Matrizen
- {\displaystyle p_{1}^{2}=p_{2}^{2}=1\qquad } (Die {\displaystyle 2^{n}\times 2^{n}} Einheitsmatrix)
- {\displaystyle p_{1}p_{2}=p_{2}p_{1}} oder {\displaystyle p_{1}p_{2}=-p_{2}p_{1}\qquad } (Kommutativität)
- {\displaystyle \operatorname {Spur} \sigma _{\mu _{1}}\otimes \sigma _{\mu _{2}}\otimes ...\otimes \sigma _{\mu _{n}}=2^{n}\delta _{\mu _{1}0}\delta _{\mu _{2}0}...\delta _{\mu _{n}0}}
- Die Kronecker-Produkte von Pauli-Matrizen sind linear unabhängig und bilden eine Basis im Vektorraum der {\displaystyle 2^{n}\times 2^{n}}-Matrizen. Hamilton-Operatoren {\displaystyle H} vieler physikalischer Modelle lassen sich aufgrund der Basiseigenschaft als Summe solcher Matrizen ausdrücken (Linearkombination). Insbesondere lassen sich Erzeuger und Vernichter von Fermionen, die endlich viele Zustände einnehmen können, einfach durch sie ausdrücken.

{\displaystyle H=\sum _{k=0}^{N}h_{k}p_{k}\quad } mit {\displaystyle \quad N\in \mathbb {N} ,h_{k}\in \mathbb {R} ,p_{k}} ist Kronecker-Produkt von Pauli-Matrizen.
Beispiele für derartige Modelle sind Hubbard-Modell, Heisenberg-Modell und Anderson-Modell.
Das Kronecker-Produkt von Pauli-Matrizen tritt bei der Beschreibung von Spin-1/2-Systemen auf, die aus mehreren Teilsystemen aufgebaut sind. Der Zusammenhang ist dadurch gegeben, dass das Tensorprodukt zweier Operatoren in der zugehörigen Matrixdarstellung gerade durch das Kronecker-Produkt der Matrizen gegeben ist (siehe Kronecker-Produkt#Zusammenhang mit Tensorprodukten).

### Näherung der Exponentialfunktion des Hamilton-Operators
Häufig interessiert man sich für die Exponentialfunktion des Hamilton-Operators.
{\displaystyle \exp\{-\beta H\}=\sum _{l=0}^{\infty }{\frac {(-\beta )^{l}}{l!}}{\biggl (}\sum _{k=0}^{N}h_{k}p_{k}{\biggr )}^{l}}   mit   {\displaystyle \beta \in \mathbb {R} }
Aufgrund der Kommutativität kann man in einem Produkt die Matrizen beliebig anordnen.
Ist {\displaystyle \pi } eine Permutation, so ist:
{\displaystyle p_{\pi (1)}p_{\pi (2)}...p_{\pi (n)}=ap_{1}p_{2}...p_{n}}   mit   {\displaystyle n\in \mathbb {N} ,a\in \{1,-1\}}

Deshalb existieren rationale Zahlen {\displaystyle E_{k_{1}k_{2}...k_{N}}} mit:
{\displaystyle \exp\{-\beta H\}=\sum _{k_{1}=0}^{\infty }\sum _{k_{2}=0}^{\infty }...\sum _{k_{N}=0}^{\infty }E_{k_{1}k_{2}...k_{N}}(-\beta h_{1})^{k_{1}}(-\beta h_{2})^{k_{2}}...(-\beta h_{N})^{k_{N}}p_{1}^{k_{1}}p_{2}^{k_{2}}...p_{N}^{k_{N}}}
Diese rationalen Zahlen sind, von Ausnahmen abgesehen, schwer zu berechnen.
Eine erste Näherung ergibt sich, indem man nur Summanden berücksichtigt, die aus kommutierenden Matrizen bestehen.
{\displaystyle E_{k_{1}k_{2}...k_{N}}=0} falls ein Paar {\displaystyle 1\leq a,b\leq N} mit {\displaystyle p_{a}p_{b}=-p_{b}p_{a}} und {\displaystyle k_{a},k_{b}>0} existiert
{\displaystyle E_{k_{1}k_{2}...k_{N}}={\frac {1}{k_{1}!}}{\frac {1}{k_{2}!}}...{\frac {1}{k_{N}!}}} sonst

Die Näherung lässt sich weiter verbessern, indem man Paare, Tripel, … von nicht kommutierenden Matrizen berücksichtigt.